# Vítor Constâncio
Vítor Manuel Ribeiro Constâncio, né le 12 octobre 1943 à Lisbonne, est un homme politique et banquier portugais. Il fut vice-président de la Banque centrale européenne entre juin 2010 et juin 2018.

## Biographie

### Formation et carrière d'enseignant
Diplômé en 1965 en sciences économiques par l'Institut supérieur de sciences économiques et financières (devenu l'Institut supérieur d'économie et gestion  ISEG) de l'université technique de Lisbonne, il obtient un mastère à l'université de Bristol en 1973-1974. Il devient assistant (professeur) d'économie à l'ISEG de 1965 à 1973. En 1972, il devient le chef du département Modèles économiques et programmation globale au Centre des études de planification et professeur à l'Institut supérieur de service social. 

### Carrière politique
De 1974 à 1975, il est secrétaire d'État au Plan dans les Ier et IIe gouvernements provisoires. En 1975, il prend la tête du département de la recherche à la Banque du Portugal, avant de redevenir l'année suivante secrétaire d'État, au Budget et au Plan dans le IVe gouvernement provisoire. En 1977, il devient une première fois gouverneur adjoint de la Banque du Portugal et président de la commission pour l'adhésion européenne. Ministre des Finances dans le IIe gouvernement constitutionnel dirigé par Mário Soares de janvier à août 1978, il redevient gouverneur adjoint de la Banque du Portugal en 1979. 
En 1980-1981, il est professeur à l'Université catholique portugaise et député à l'Assemblée de la République pour le Parti socialiste dont il est le secrétaire général de 1986 à 1989 et de facto le chef de l'opposition, ainsi que président de la commission parlementaire des Affaires européennes. Il devient parallèlement président de la section portugaise du Mouvement européen. De 1981 à 1984, il est de nouveau en fonction à la Banque centrale. De 1982 à 1984, il est également professeur invité à la Nouvelle université de Lisbonne. Nommé gouverneur de la Banque du Portugal en 1985, il est ensuite de nouveau député au Parlement portugais à partir de 1987. 

### Autres fonctions
De 1989 à 1994, il est professeur invité à l'ISEG, puis, de 1995 à 1999, membre du Conseil d'État, attaché à la présidence de la République. De 1995 à 2000, il est membre du directoire de la Banque portugaise d'investissement et, de 1998 à 2000, du directoire d'EDP. 

### Gouverneur de banques centrales
En 2000, il redevient gouverneur de la Banque du Portugal et membre du conseil des gouverneurs de la Banque centrale européenne, organisme dont il devient membre du directoire et vice-président le 1er juin 2010 en remplacement du Grec Loukás Papadímos.
En juin 2018, au terme de son mandat, il est remplacé à ce poste par l'Espagnol Luis de Guindos.